# 보람역
보람역(중국어 정체자: 寶琳 광둥어 예일 표기법: Bóulàhm, 영어: Po Lam)은 홍콩 신계 보람의 마우입로에 위치한 홍콩 지하철 정관오선의 북쪽 종착역이다. 메트로시티 (Metro City) 제1지구부터 제3지구 사이에 위치해 있다.

## 역사
일본계 건설회사 마에다 건설공업에서 시공하였으며, 2002년 8월 18일에 개업하였다. 역명은 인근에 위치한 보람로 (Po Lam Road)에서 따왔다.
홍콩 정부는 2014년 철도개발 전략 백서에서 보람역과 다이아몬드 힐역을 잇는 동가우룽선(East Kowloon line)을 신규노선으로 제안하였다. 이 노선은 보탓역, 사우마우핑역, 순틴역, 초이완역을 경유하게 된다. 정관오선이 운행을 중단할 시 군통선으로 연결되는 대체 노선으로 2025년 개통으로 전망하였다.

## 역 구조
| U1              | 보도교 (A1, B2 출구)     | 메트로시티 제1지구, 제3지구                                                  |
| U1              | 보도교 (A1, B2 출구)     | 자판기, ATM, MTR샵                                                           |
| U1              | 보도교 (A2, B1 출구)     | 메트로시티 제2지구, 대중교통 환승센터, 보람 지구, 얀밍 코트 방면 보도교      |
| U1              | 보도교 (B3 출구)         | 옥상 정원, 더 피나클, 깅람 지구 방면 보도교 정관오 공공도서관, 정관오 수영장 |
| G 대합실/승강장 | 승강장 1                 | ← 정관오선 박곡 방면 (항하우)                                                |
| G 대합실/승강장 | 단식 승강장, 왼쪽문 열림 |                                                                              |
| G 대합실/승강장 | 대합실                   | C번 출구, 고객 서비스, MTR 매장                                              |
| G 대합실/승강장 | 대합실                   | 자판기                                                                       |
| G 대합실/승강장 | 대합실                   | 옥토퍼스 카드 프로모션 머신                                                  |

보람역은 대다수 홍콩 지하철역과는 달리, 또 정관오선에서는 유일하게 중앙홀과 개찰구, 승강장이 같은 층에 위치해 있다. 지하철 선로는 역 남쪽 끝 깅람 단지를 따라 지하에서 지상으로 올라온다. 선로 지하구간 위에는 공원이 조성되어 있다.

### 승강장
역내 승강장은 상대식 승강장 하나 (1번 승강장)뿐이며, 선로도 단선인 관계로 열차가 도착한 뒤 같은 선로에서 다시 출발하게 된다. 이 때문에 항하우역에서 이 역으로 진입시 기존 열차가 빠져나올 때까지 정차하게 된다. 또한 보람역의 정차 시간 자체도 다른 지하철역보다 짧다. 이러한 단선 구조와 열차 복귀시간에 따라 정관오선의 완행열차 편성에 제약이 있다.
승강장 맞은편, 선로가 하나로 합쳐지는 지점의 북쪽에는 차량정차를 위해 운행선로에서 분리되는 대피선이 존재한다. 본선으로만 접근이 가능하며, 승강장에서 대피선으로 직결되지는 않고 그 반대의 경우도 불가능하다.

1번 승강장 (2017년 7월)

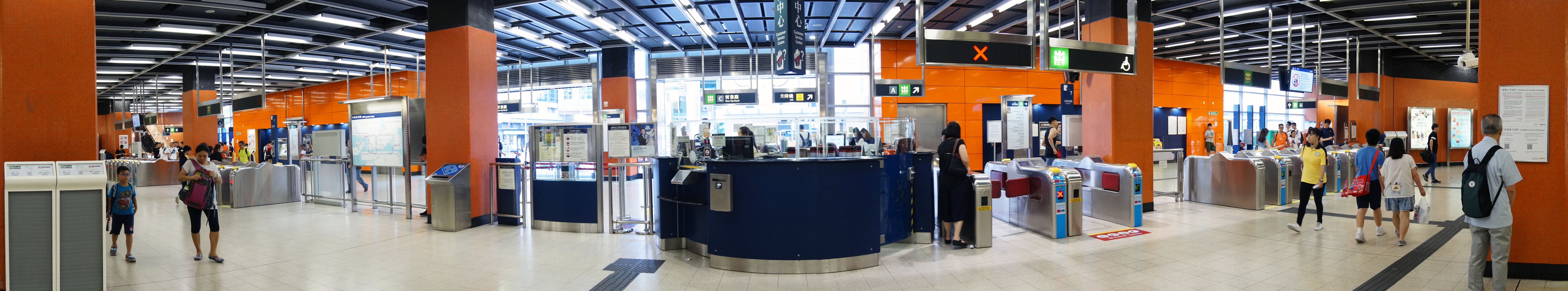
대합실 (2017년 8월)

## 입구
본 출입구는 마우입로 (Mau Yip Road)에 있으며, 다섯 개의 보도교로 이어지면서 역과 대중교통 환승센터, 쇼핑몰, 주거단지를 연결한다. 중앙홀에서 메트로시티 (MetroCity)와 더 피너클 (The Pinnacle)로 직결된다. 다른 쪽 보도교는 포펑로 (Po Fung Road)를 가로질러 보람 단지, 얀밍 코트 (Yan Ming Court), 버베나 하이츠 (Verbena Heights)로 연결된다.
- A1 : 메트로시티 플라자 3
- A2 : 메트로시티 플라자 2
- B1 : 메트로시티 플라자 2
- B2 : 메트로시티 플라자 1
- B3 : 깅람 단지 (King Lam Estate)
- C : 마우입로

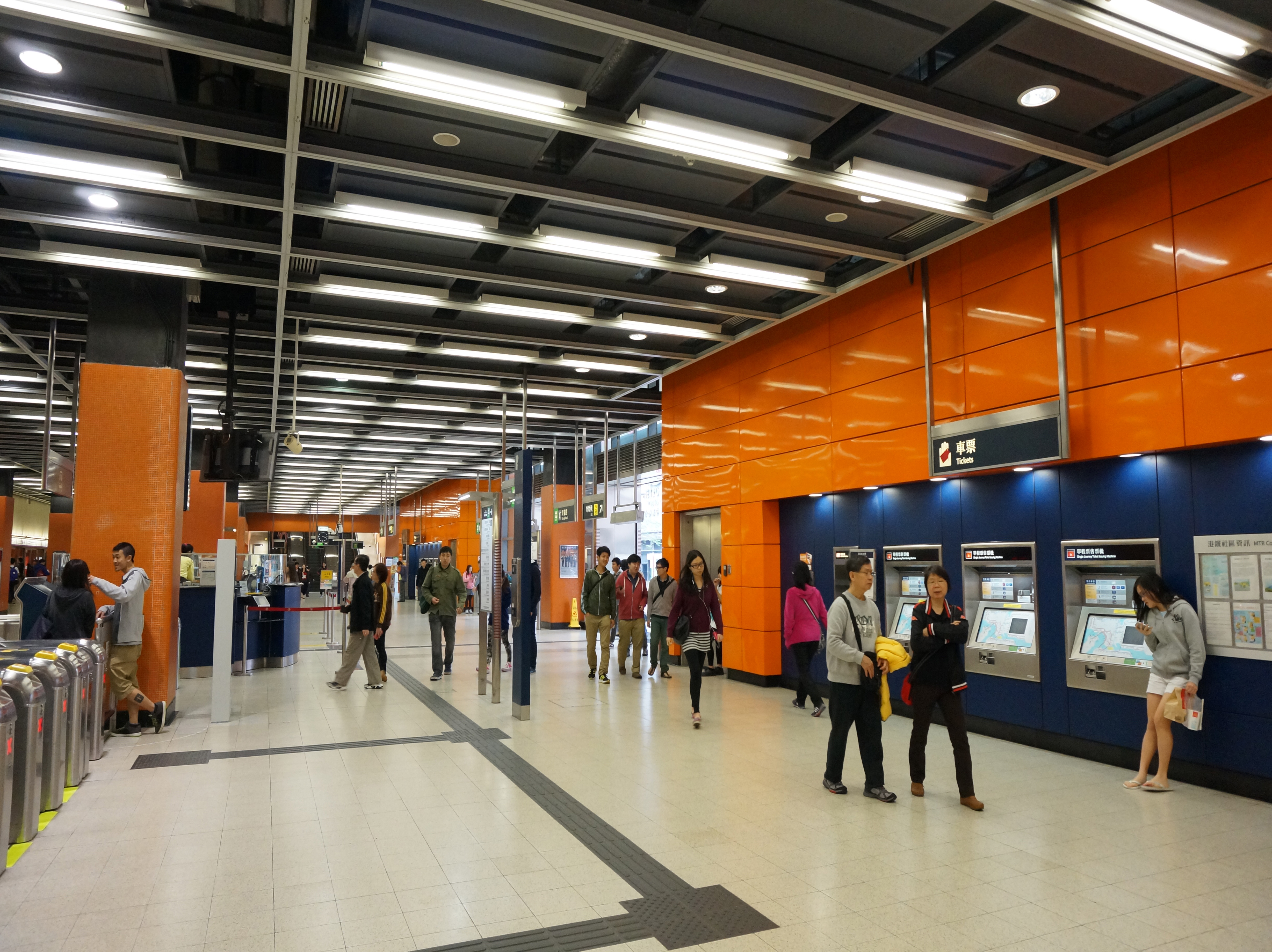
대합실 (2013년)
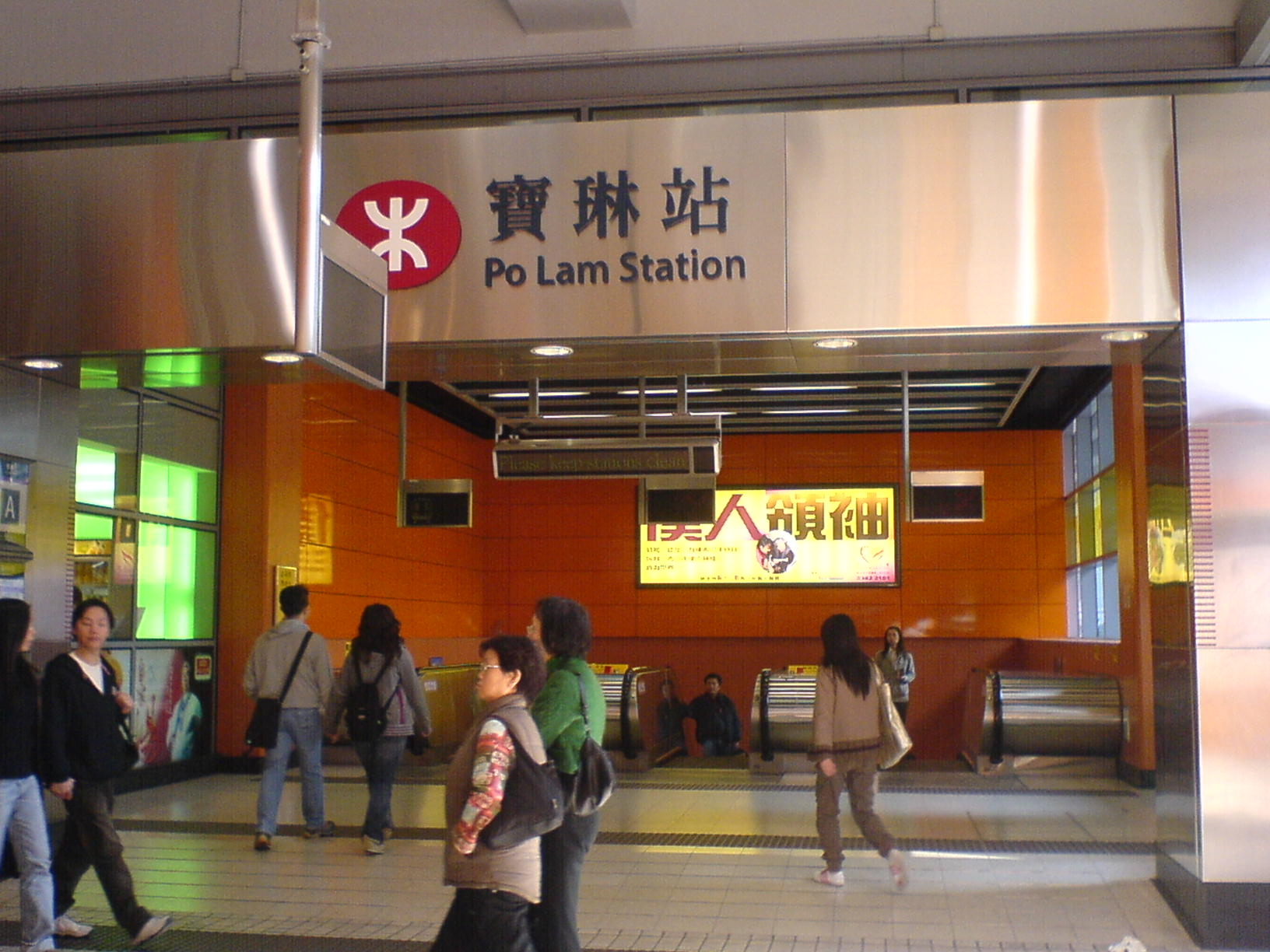
A 출구 (2006년)
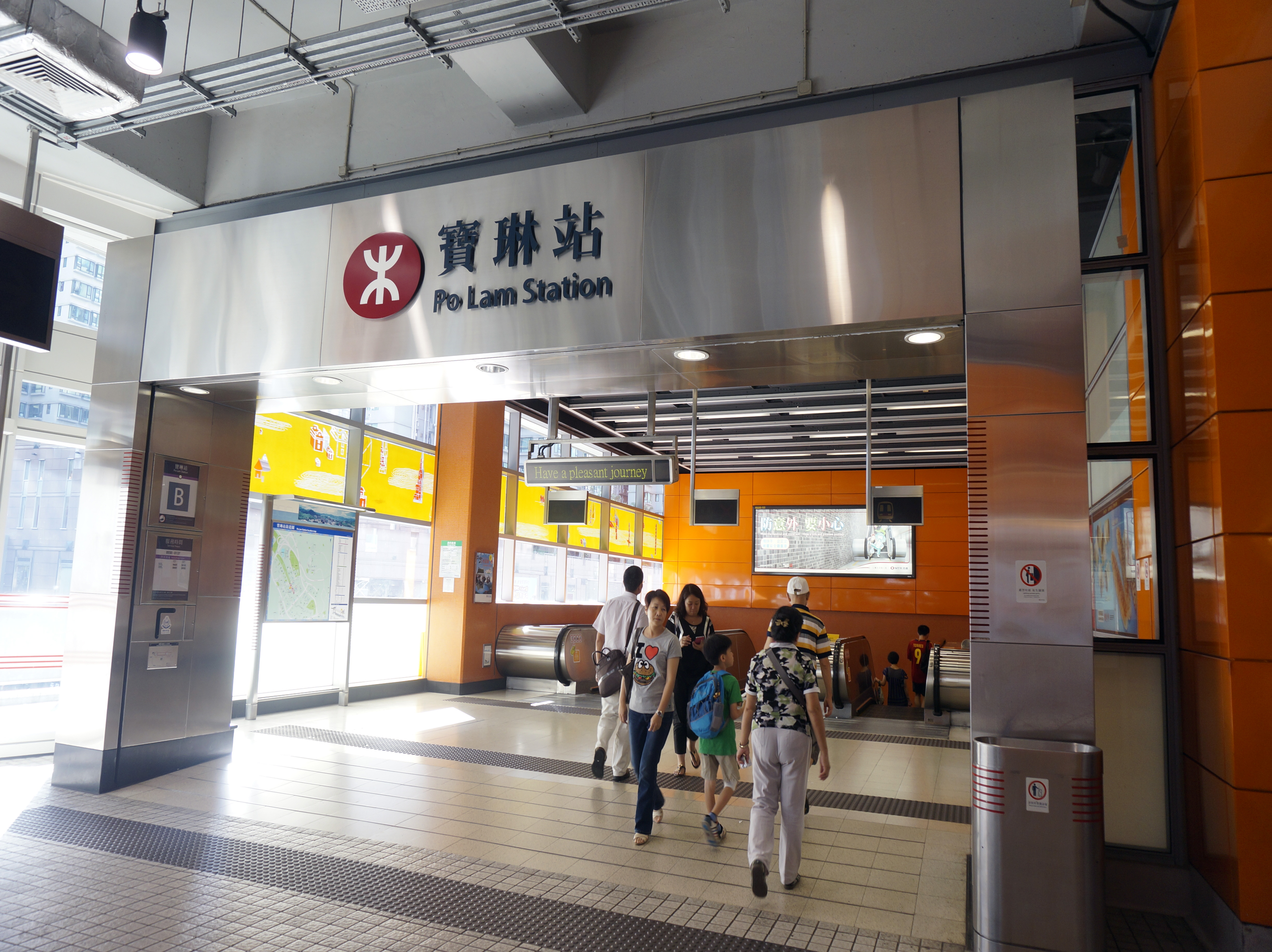
B 출구 (2013년)
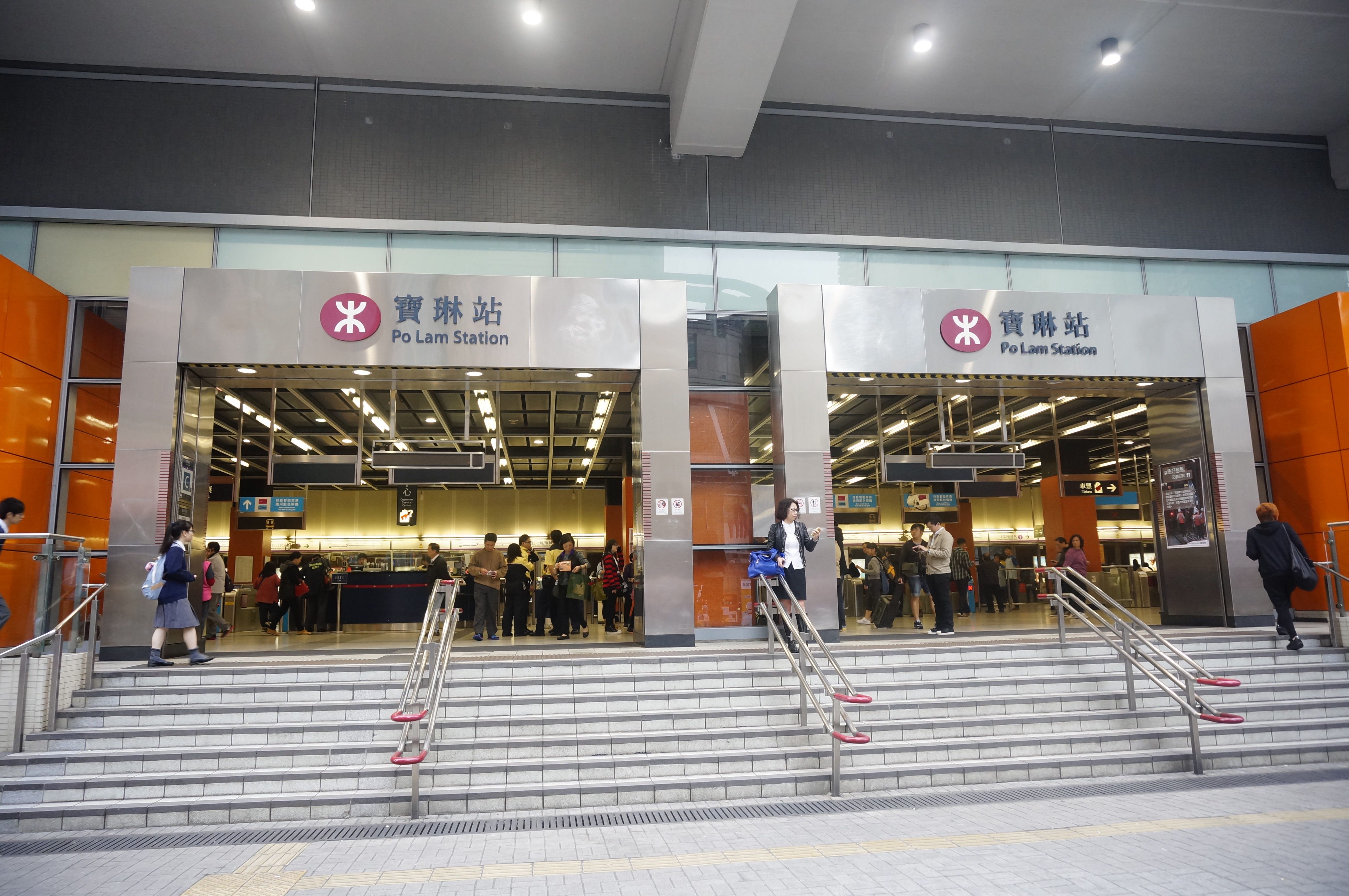
C 출구 (2014년)
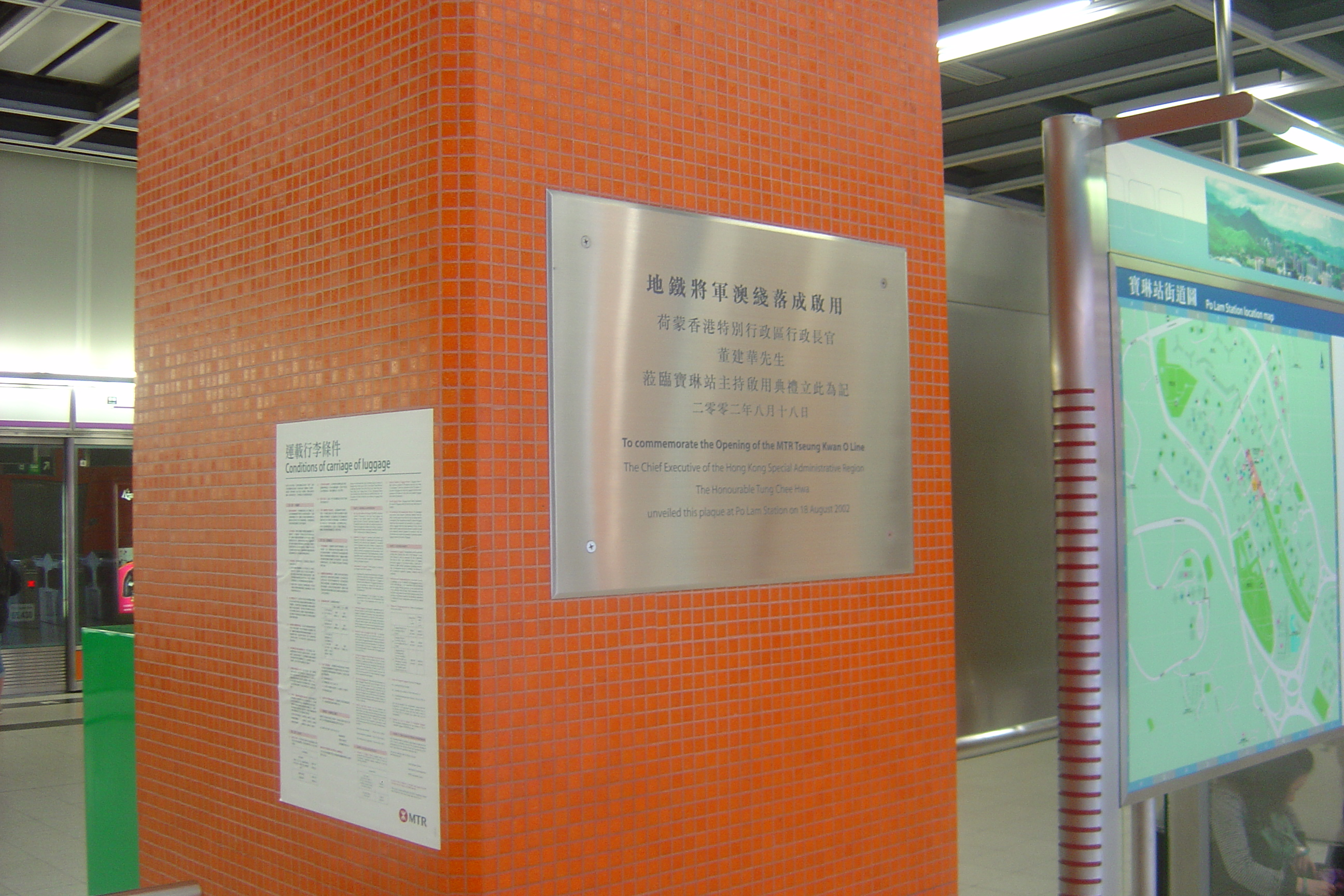
보람역 기둥에 붙어 있는 정관오선 개통 기념패

## 역내 설치미술
|  | 제목                     | 아티스트  | 위치         | 설치일     |
|  | ------------------------ | --------- | ------------ | ---------- |
|  | 탑의 도시 City of Towers | 케이시 웡 | 입구 A1 & B2 | 2002년 8월 |